# Kłaczkowo
Kłaczkowo ist ein Dorf mit 140 Einwohnern in Polen. Es gehört zur Stadt-und-Land-Gemeinde Bodzanów und zum Powiat Płocki, Woiwodschaft Masowien.
Der Ort liegt etwa 20 Kilometer östlich der Stadt Płock
In Kłaczkowo überwiegt die landwirtschaftliche und bäuerliche Struktur.